# 壬醛
正壬醛（英語：Nonanal，也称为天竺葵醛）是一种飽和脂肪醛，化学式C8H17CHO，常温常压下为无色油状液体，存在于香水以及一些生物油中，商用的壬醛由1-辛烯通过氢甲酰化反应来合成。